# Peucedanum piliferum
Peucedanum piliferum är en flockblommig växtart som beskrevs av Hand.-mazz. Peucedanum piliferum ingår i släktet siljor, och familjen flockblommiga växter. Inga underarter finns listade i Catalogue of Life.